# Третья палатализация
Тре́тья палатализа́ция — общеславянское фонетическое изменение. Заключается в переходе заднеязычных согласных k, g, x соответственно в c', dz', s' в южно- и восточнославянских языках и в c', dz', š' в западнославянских. Позднее во всех славянских языках, кроме польского, полабского и старославянского, аффриката dz' упростилась в z'. В отличие от второй (регрессивной) палатализации, третья является прогрессивной. Третья палатализация проходила в интервокальном положении после гласных ь, i, ę, сочетания ьr и перед гласными a, o (но не перед y, ъ, u, ǫ). Первооткрывателем третьей палатализации является И. А. Бодуэн де Куртенэ, поэтому её иногда называют бодуэновской.
Некоторые слависты считают вторую и третью палатализации частями одного процесса.

## Описание явления

### Условия
Третья палатализация осуществлялась непоследовательно: ср., например, др.-рус. оученица (именительный падеж женского рода) и оученика (родительный падеж мужского рода), где в идентичных условиях мы в первом случае наблюдаем результат действия третьей палатализации, а во втором нет. Непоследовательность в прохождении третьей палатализации И. А. Бодуэн де Куртенэ пытался объяснить тем, что она осуществлялась только перед ударным слогом. Позднее гипотеза ударения как условия третьей палатализации, получившая развитие в трудах Н. С. Трубецкого, была отвергнута другими учёными из-за явного несоответствия фактам.
А. А. Шахматов предложил иное решение: третья палатализация могла осуществиться только тогда, когда после заднеязычного не стояли лабиализованные звуки заднего ряда *ъ, *u, *o, *ǫ. Й. Зубатый поддержал гипотезу Шахматова, не соглашаясь, однако, что o было лабиализованным и мешало третьей палатализации. Т. Лер-Сплавинский утверждал, что *ǫ также было нелабиализованным, а *u на момент третьей палатализации ещё было дифтонгом с нелабиальным первым элементом (*oṷ, *aṷ, *eṷ), следовательно, прохождению третьей палатализации препятствовали *ъ и *y. Позднее В. А. Дыбо, рассмотрев большой материал, пришёл к выводу, что осуществлению третьей палатализации мешали гласные *y, *ъ, *u, *ǫ, таким образом, она проходила только тогда, когда заднеязычный находился перед a или o.
Из-за сложности условий третьей палатализации в пределах парадигмы одного слова могли оказаться словоформы с c' и с k, что стало причиной выравнивания парадигм и обобщения форм либо с результатом третьей палатализации (*otьсь вместо *otьkъ как *otьca) либо без него (*lika вместо *lica как *likъ).
Кроме того, третья палатализация не проходила после слога с шипящим, появившимся после первой палатализации: стезя — стёжка.
Третья палатализация не осуществилась после дифтонга *oɪ̯: *rěka «река» < *roɪ̯kā. Х. Лант пытается объяснить это тем, что дифтонг *oɪ̯ (в интерпретации учёного *aɪ̯) к моменту прохождения третьей палатализации перешёл в *ae. Ф. Кортландт, полемизируя с Лантом, считает это решением ad hoc.

### Примеры
- праслав. *ovьka > др.-рус. овьца, рус. овца́, укр. вівця́, ст.‑слав. овьца, болг. овца́, сербохорв. о́вца, словен. óvса, чеш. оvсе, словац. оvса, пол. оwса, в.-луж. wowса, н.-луж. wejса. Ср. санскр. अविका (IAST: avikā́) «овца»[18];
- праслав. *liko > др.-рус. лице, рус. лицо́, укр. лице́, ст.‑слав. лице, сербохорв. ли́це, словен. líсе,чеш. líce, словац. líce «челюсть, щека», пол. lice «щека, лицо», в.-луж., н. луж. lico «щека»[19].
- праслав. *stьga > др.-рус. стьза, стьзꙗ, ст.‑слав. стьза, сербохорв. ста̀за, словен. stezà «пешеходная дорога», чеш. steze «тропинка», словац. stezka, др.-пол. śćdzа, полаб. stadza. Ср. латыш. stigа «тропа, пешеходная дорога»[20].
- праслав. *vьхъ > др.-рус. вьсь, рус. весь, укр. уве́сь, бел. уве́сь, ст.‑слав. вьсь, сербохорв. са̏в, словен. vès, др.-чеш. veš, др.-пол. wszy[21].

## Третья палатализация в новгородско-псковском диалекте
В новгородско-псковском диалекте третья палатализация имела место для k, но не для g и x: в[ъ]хѹ «всю», не лего «нельзя» (но ѹсерѧзи «серьги»).

## Хронология

### Относительная хронология
Третья палатализация произошла до взаимодействия групп *dj, *tj, поскольку рефлексом *g по третьей палатализации в словацком языке является z (kňaz «князь», peniaze «деньги»), в то время как рефлексом *dj — dz (medza «межа»).
Х. Педерсен полагал, что третья палатализация прошла раньше второй, поскольку третья вызывала умлаут следующих за бывшими *k, *g, *x гласных, и этому же умлауту, как считал Педерсен, подвергался и дифтонг *oi > *ei (например, в местн. п. ед. ч. *otьci < *otьkoi «(об) отце» вместо ожидаемой *otьcě), значит, третья палатализация предшествовала монофтонгизации дифтонгов и, соответственно, второй палатализации. С Педерсеном не согласился чешский учёный Й. Зубатый, который указал на то, что i в *otьci может быть объяснено переходом в мягкий тип склонения (на *-jo-), в то время, как в местоименном склонении мы видим этимологический *ě: *vьsěmь «всём» и *vьsěxъ «всех».
В 1911 году Т. Лер-Сплавинский высказался в защиту хронологии Педерсена, предположив, однако, что к моменту монофтонгизации дифтонгов заднеязычные пережили только смягчение в k', g', x', а уже после монофтонгизации вместе с аналогичными мягкими звуками, получившимися по второй палатализации, перешли в c', dz', s' / š'. В противоположность Зубатому, Лер-Сплавинский объясняет формы *vьsěmь и *vьsěxъ аналогией к *těmь «тем» и *těxъ «тех», а формы типа *otьci считает фонетически закономерными.
Х. Лант считал третью палатализацию очень древним процессом и полагал даже, что она прошла раньше первой.
Ф. Кортландт считает, что
- третья палатализация предшествовала переходу *u > *ъ, *ū > *y, поскольку эти звуки, находясь после заднеязычного, препятствовали прохождению палатализации;
- третья палатализация происходила после монофтонгизации дифтонгов;
- поскольку *i, появившийся из *ei, не вызывал палатализации, на момент её осуществления данный дифтонг перешёл в *ẹ, которое лишь позднее дало *i;
- поскольку *ě не изменялся после мягких согласных, получившихся по третьей палатализации, она происходила после перехода ě > a в положении после мягких;
- третья палатализация предшествовала переходу *u > *i после *j, поскольку она отсутствует в слове *jьgo (< *jugo)[26].

### Абсолютная хронология
Ю. Шевелёв датирует третью палатализацию VII—IX вв., Ф. Славский VIII—IX вв., З. Штибер началом VIII века, А. Лампрехт концом VII века, а М. Шекли — VII—VIII вв.

#### Данные заимствований

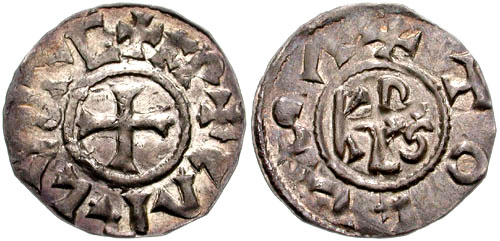
Денье (денарий) Карла Великого (768—814)

Третья палатализация отражена в ряде праславянских германизмов (З. Штибер считал их заимствованиями из западногерманских языков):
- праслав. *koldęzь «колодец» < прагерм. *kaldinga-[33];
- праслав. *kъnędzь (ст.‑слав. кънѧѕь, рус. князь) < прагерм. *kuninga- «глава рода, вождь племени» (нем. König «король, царь, вождь»)[34];
- праслав. *pěnędzь «мелкая монета» (пол. pieniądze «деньги») < *panning (др.-в.-нем. pfenning (нем. Pfennig «пфенниг»))[32];
- праслав. *retędzь «цепь» из какого-то германского языка, ср. др.-исл. rėkendi/rėkendr, др.-англ. rасеntе, др.-в.-нем. rahhinza[35];
- праслав. *scьlędzь (др.-рус. щьлѧгъ, русск.-цслав. стьлязь, сербохорв. цлез) «вид монеты» из какого-то германского языка, ср. др.-сканд. skillingr, д.-в.-н., др.-сакс. scilling «шиллинг»[36];
- праслав. *userędzь «серьга» < гот. *ausihriggs или *ausahriggs «серьга»[37];
- праслав. *vitędzь «витязь» < прагерм. *víking-[38].

Особенно важным для установления абсолютной хронологии третьей палатализации является слово *pěnędzь, заимствованное из др.-в.-нем. pfenning, обозначавшее серебряный франкский динар, который начали чеканить ок. 650 г. н. э., и отражающее германский умлаут a > e, который датируют VII веком. Поэтому исследователи считают, что данное слово было заимствовано в праславянский во время правления Карла Великого.
В скандинавских заимствованиях третья палатализация не происходила: др.-рус. варѧгъ < *váringr, кълбѧгъ < kylfingr. Это объясняют как окончанием действия языкового закона, так и особенностями древненовгородского и древнепсковского диалектов, через которые эти слова были заимствованы.

#### Данные топонимов
Третья палатализация была живым явлением во время заселения славянами Балкан. Об этом свидетельствуют такие заимствованные славянские топонимы как Средец из лат. Serdica, Logatec из лат. Longaticum.
Среди топонимов, заимствованных греками у славян, есть отражающие формы до третьей палатализации (греч. Ἀβαρῖκος), первую её стадию — смягчение k в kj (греч. Γαρδίκι < праслав. *gordьkъ, греч. Γαρδενίκια < праслав. *gordьnik'a, греч. Ἐζερίκια < праслав. *ezerik'a, греч. Καμενίκια < праслав. *kamenik'a), а также формы с уже прошедшей третьей палатализацией (греч. Ἀβαρινίτσα < праслав. *javorьnica, греч. Γαρδίτσα < праслав. *gordica, греч. Ἀγλαβίτσα < праслав. *oglavica, греч. Καμενίτσα < праслав. *kamenica).
Название одного из районов Вены, Дёблинга, З. Штибер считает заимствованием из праслав. *toplika, также ещё не подвергшегося третьей палатализации.

## Типологические параллели
Явление прогрессивной ассимиляции заднеязычных в положении после мягких согласных или гласных переднего ряда известно некоторым русским (Ван’к’а, Вас’к’а), западным болгарским (сен’к’а «тень») и словинским говорам (sneg’ «снег»), а также тюркским языкам.